# Norra Båttjärnen
Norra Båttjärnen är en sjö i Ovanåkers kommun i Hälsingland och ingår i Testeboåns huvudavrinningsområde. Sjön har en area på 0,126 kvadratkilometer och ligger 308 meter över havet.

## Delavrinningsområde
Norra Båttjärnen ingår i det delavrinningsområde (677269-151016) som SMHI kallar för Mynnar i Kölsjön. Medelhöjden är 341 meter över havet och ytan är 10,33 kvadratkilometer. Det finns inga avrinningsområden uppströms utan avrinningsområdet är högsta punkten. Vattendraget som avvattnar avrinningsområdet har biflödesordning 3, vilket innebär att vattnet flödar genom totalt 3 vattendrag innan det når havet efter 102 kilometer. Avrinningsområdet består mestadels av skog (90 procent). Avrinningsområdet har 0,25 kvadratkilometer vattenytor vilket ger det en sjöprocent på 2,5 procent.